# Wilhelm Wrenger
Wilhelm Wrenger, conosciuto con il diminutivo Willi (Essen, 15 aprile 1938), è un ex calciatore tedesco, di ruolo centrocampista.

## Carriera
Formatosi nell'ESV Essen nel 1958 passa al Rot-Weiss Essen, giocandovi su stagioni nella Oberliga West, una delle suddivisioni del massimo campionato tedesco dell'epoca.
Nel 1960 passa al Colonia, con cui accede alla fase nazionale dell'Oberliga 1960-1961, dopo aver vinto l'Oberliga West: con i caproni ottenne il terzo posto nel Gruppo 2.
Nel 1961 si trasferisce al RW Oberhausen, con cui gioca altre due stagioni in Oberliga West.
Nel 1963 passa al Kaiserslautern, con cui partecipa alla prima edizione a girone unico della Bundesliga, ottenendo il dodicesimo posto finale nel torneo. Nella sua militanza con il club del Palatinato, Wrenger ottenne come miglior piazzamento il quinto posto nella Fußball-Bundesliga 1966-1967.
Nel 1968 si trasferisce in America per partecipare, nelle file degli St. Louis Stars, alla prima edizione della NASL, ottenendo con il club del Missouri il terzo posto della Gulf Division, non accedendo alla fase finale del torneo.
Ritornato in patria, Wrenger continua a giocare nelle divisioni inferiori tedesche.